# Asdhoo
Asdhoo est une petite île inhabitée des Maldives. Elle constitue une des îles-hôtel des Maldives en accueillant le Asdu Sun Island Resort.

## Géographie
Asdhoo est située dans le centre des Maldives, dans le Nord-Est de l'atoll Malé Nord, dans la subdivision de Kaafu. Elle se situe à environ 40 km de la capitale Malé.